# Солов'їний гай (Ростов-на-Дону)
Солов'їний гай (рос. Соловьиная роща), також Олександрівський гай, Вересаевский парк, Олександрівський лісорозсадник — територія з насадженнями дерев, яка розташована в місті Ростові-на-Дону.

## Опис
Солов'їний гай розташовується поблизу Олександрівки — частини Пролетарського району міста. У 1970-х роках територія Солов'їній гаю була засаджена півоніями і ялинами.
На території Солов'їній гаї на правому березі річки Темерник є джерело Святого Павла з обладнаною купіллю.
На початку 2013 року з'явилася інформація про те, що на місці гаю повинні створити новий парк. Білки — один з представників фауни, вони досить поширені в цій місцевості.
Зелені насадження парку займають площу в розмірі 54 га. Після проведення будівельних робіт на території гаї повинна скоротитися до 18 га, проти чого виступили мешканці міста, і саме ці 18 га в офіційних документах значаться як Олександровський гай, тоді як весь ділянку в розмірі 54 гектар називається Олександрівським лесопитомником.

## Розташування
Навіть багато корінні ростовчани не знають, де знаходиться Солов'їний гай. Це пояснюється тим, що гай оточена кільцевої залізницею, яка йде до промисловим підприємствам на Західному житловому масиві, тому прямих в'їздів на автомобілі на цю територію немає. Туди можна дістатися лише пішки або на велосипеді. 
Влітку в гаю досить багатолюдно, буває багато туристів на привалах, а також просто гуляють, фотографуються або займаються спортом людей. Біля потічка теж завжди багато активних любителів загартування і просто відпочити.